# حميمق (جنس)
الحُمَيْمِق أو السَّقَاوَة (الاسم العلمي: Buteo)، جنس من الطيور الجارحة متوسطة إلى كبيرة القد، ذات جسم قوي وأجنحة واسعة. يطلق على هذا أعضاء هذا الجنس في العالم القديم اسم "السقاوة"، ولكن في العالم الجديد تسمى بالباز.